# Hekinan
Hekinan (japanska: 碧南市?, Hekinan-shi) är en japansk stad i prefekturen Aichi på den centrala delen av ön Honshu. Den har cirka 70 000 invånare och fick stadsrättigheter 5 april 1948. Staden är belägen vid Chitaviken som ligger söder om Nagoya, och ingår i denna stads storstadsområde. 